# Anita O'Day
Anita O'Day, född Anita Belle Colton 18 oktober 1919 i Kansas City i Missouri, död 23 november 2006 i West Hollywood, var en amerikansk jazzsångerska. Hon hade sin storhetstid på 1940- och 1950-talen och ledde tillsammans med Ella Fitzgerald och Sarah Vaughan, utvecklingen av den moderna jazzsången.

## Biografi
O'Day växt upp i Chicago i Illinois. Hon slog igenom tillsammans med Gene Krupas Orkester, med låten "Let Me Off Uptown", och hon sjöng med gruppen åren 1941–1943. Efter att 1944–1945 ha sjungit med Stan Kenton hade hon etablerat sig som en av de viktigaste vita jazzsångerskorna.
Under 1950-talet arbetade hon i större utsträckning som solist. Hon medverkade bland annat i filmen Jazz on a Summer's Day, som spelades in på Newportfestivalen 1958, och besökte året därpå Sverige för första gången.
På 1970-talet gjorde hon comeback, via ett antal turnéer. Bland hennes album på senare år märks In a Mellow Tone, utgivet på hennes eget bolag Emily.
1981 publicerades O'Days självbiografi High Times, Hard Times.

## Diskografi
1950-talet
- 1951 – Anita O'Day Specials
- 1952 – The Lady Is a Tramp
- 1952 – Anita O'Day Sings Jazz
- 1953 – Anita O'Day Collates
- 1954 – An Evening with Anita O'Day
- 1955 – Songs by Anita
- 1955 – This Is Anita
- 1956 – Pick Yourself Up with Anita O'Day
- 1957 – Anita Sings the Most
- 1958 – Anita O'Day Sings the Winners
- 1958 – At Mr. Kelly's
- 1959 – Anita O'Day Swings Cole Porter with Billy May
- 1959 – Cool Heat

1960-talet
- 1960 – Anita O'Day and Billy May Swing Rodgers and Hart
- 1960 – Waiter, Make Mine Blues
- 1960 – Incomparable!
- 1960 – I Remember Billie Holiday
- 1961 – Trav'lin' Light
- 1961 – All the Sad Young Men
- 1962 – Time for Two
- 1962 – Anita O'Day and the Three Sounds
- 1962 – That Is Anita

1970-talet
- 1970 – Recorded Live at the Berlin Jazz Festival
- 1975 – I Get a Kick Out of You
- 1975 – My Ship
- 1976 – Anita O'Day Live
- 1976 – Live at Mingo's
- 1978 – Angel Eyes
- 1978 – Mello'day
- 1979 – Anita O'Day, Live at the City

1980-talet
- 1981 – Anita O'Day Live in Tokyo
- 1984 - A Song for You
- 1989 – In a Mellow Tone

1990-talet
- 1991 – At Vine St. Live
- 1991 – I Told Ya I Love Ya: Now Get Out
- 1993 – Live in Person
- 1993 – Rules of the Road
- 1993 – Wave: Live at Ronnie Scott's
- 1998 – Portrait of a Jazz Singer
- 1999 – Live in Concert Tokyo 1976

2000-talet
- 2001 – Live at the City San Francisco 1979
- 2002 – You Betcha
- 2002 – Sometimes I'm Happy
- 2003 – Skylark: Live at Sometime
- 2006 – Indestructible!